# 枋洋镇
枋洋镇，是中华人民共和国福建省漳州市长泰区下辖的一个乡镇级行政单位。

## 行政区划
枋洋镇下辖以下地区：
径伦村、上洋村、赤岭村、青阳村、科山村、演柄村、枋洋村、内枋村和尚吉村。